# Gamasomorpha tovarensis
Gamasomorpha tovarensis là một loài nhện trong họ Oonopidae.
Loài này thuộc chi Gamasomorpha. Gamasomorpha tovarensis được Eugène Simon miêu tả năm 1893.